# El Bollo (parroquia)
El Bollo (llamada oficialmente Santa María do Bolo) es una parroquia y una villa española del municipio de El Bollo, en la provincia de Orense, Galicia.

## Toponimia
La parroquia también es conocida por el nombre de Santa María de El Bollo.

## Organización territorial
La parroquia está formada por una entidad de población:
- O Bolo

## Demografía
Gráfica demográfica de la villa y parroquia de El Bollo según el INE español:
| Gráfica de evolución demográfica de El Bollo entre 2000 y 2022 |
|                                                                |
| Datos según el nomenclátor publicado por el INE.               |